# Ostrova Shhernye
Ostrova Shhernye är en ögrupp i Antarktis. Den ligger i havet utanför Östantarktis. Australien gör anspråk på området.